# Ischnopteris pallidicosta
Ischnopteris pallidicosta là một loài bướm đêm trong họ Geometridae.